# Derary
Derary is een gemeente (commune) in de regio Mopti in Mali. De gemeente telt 7000 inwoners (2009).